# Здрастуй, Гнате!
«Здрастуй, Гнате» (рос. Здравствуй, Гнат) — радянський художній фільм 1962 року, знятий на Кіностудії ім. О. Довженка.

## Сюжет
Під час будівництва нафтопроводу виявлена донна міна, яка не вибухнула. Водолаз Гнат Марченко (Анатолій Соловйов) приймає рішення: підняти міну до приходу військових фахівців. У самий розпал роботи зсув обрушив на водолаза сотні тонн ґрунту. Допомога прибуде тільки до ранку. Чи витримає Гнат? Він згадує воєнні роки. Тоді матрос Марченко отримав незвичайне завдання: доставити секретний наказ так, щоб він потрапив до рук фашистів і щоб у них не виникло підозри щодо його справжності. Гнат потрапляє у фашистську катівню, де в'язні вважають його зрадником… До водолаза допомога прийшла вчасно — Гнат врятований. На будівництво приїжджає чех Марек, який під час війни разом з Гнатом перебував у полоні у фашистів.

## У ролях
- Анатолій Соловйов — Гнат Петрович Марченко
- Нінель Мишкова — Марія
- Всеволод Сафонов — Марек
- Валерій Бессараб — Володя Сенькін, наречений Валі
- Георгій Дрозд — Кочет
- Інна Журавель — Валентина Георгіївна
- Павло Кльонов — Бубнов
- Борис Мірус — Нестор Григорович Назарчук
- Петро Вескляров — Іван Лапшин
- Лев Перфілов — Прохазка
- Георгій Полинський — Лепьошкін
- Володимир Данченко — генерал
- Доміан Козачковський — фашистський генерал
- Валерій Зінов'єв — епізод
- Агафія Болотова — епізод
- Олексій Омельчук — епізод
- Ганна Плохотнюк — епізод
- Іван Симоненко — Петруха
- Олександра Соколова — епізод
- Олександр Стародуб — епізод
- Григорій Тесля — чоловік на березі
- Валентин Черняк — епізод
- Віктор Шульгін — Григорій
- Петро Філоненко — есесівець
- Віктор Степаненко — читець віршів
- Раднер Муратов — солдат

## Знімальна група
- Сценарист: Вадим Кожевников
- Режисер-постановник: Віктор Івченко
- Оператор-постановник: Олексій Прокопенко
- Художник-постановник: Михайло Юферов
- Композитор: Ігор Шамо
- Звукооператор: Аріадна Федоренко
- Режисер: Ю. Фокін
- Режисер монтажу: Л. Мхітар'янц
- Текст пісні: Дмитра Луценка
- Музичний редактор: Ігор Ключарьов
- Художник по костюмах: Ядвіга Добровольська
- Художник по гриму: Н. Шемякін
- Асистенти: оператора — Олег Глущук, художника — Микола Терещенко
- Комбіновані зйомки: оператор — Василь Курач,художник — Віктор Демінський
- Редактор: Григорій Зельдович
- Державний симфонічний оркестр УРСР, диригент — Веніамін Тольба
- Директор картини: Михайло Ротлейдер